# Улица Горького (Кострома)
Улица Горького — улица в историческом центре Костромы. Проходит, как часть охватывающего центр города полукольца (вместе с улицами Спасокукоцкого, Маршала Новикова, Энгельса, Лермонтова), от улицы Козуева до улицы Ленина.

## История
По находившийся в конце улицы полотняной мануфактуре Углечаниновых, основанной в 1751 году костромскими купцами П. И. Углечаниновым и его племянником Г. Д. Углечаниновым, улица получила название Заводской.
Современное название в честь русского/советского писателя, основоположника литературы социалистического реализма Максима Горького (1868—1936).
1 августа 2006 года в Кострому из Москвы переведена, разместившаяся в кампусе на улице, Военная академия радиационной, химической и биологической защиты.

## Достопримечательности

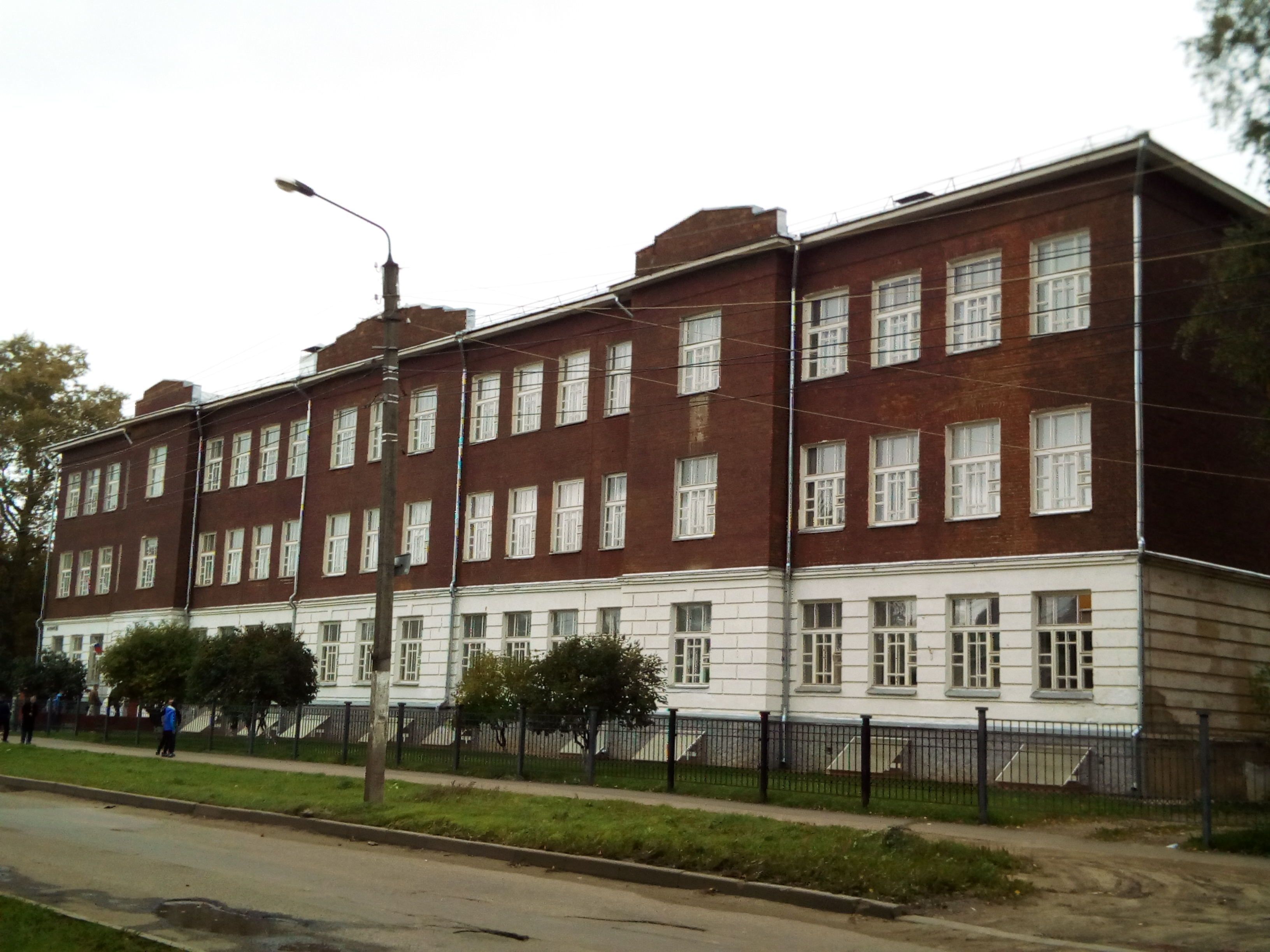
ул. Горького, д. 7.

д. 7 — МБОУ г. Костромы Средняя общеобразовательная школа № 26 им. Героя Советского Союза В. В. Князева (1924—1945, мемориальная доска).
д. 9/23 — бывший дом Перекладова 
д. 16 — Военная академия РХБ защиты имени Маршала Советского Союза С. К. Тимошенко